# شلاکیویچ
شلاکیویچ (به لهستانی:  Sielakiewicz) یک روستا در لهستان است که در گمینا چرمخا واقع شده‌است.